# Amin al-Rihani

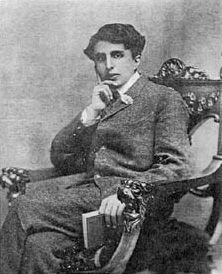
Amin al-Rihani im Oktober 1913

Amin al-Rihani (أمين الريحاني; englisch auch Ameen Rihani; * 1876 in Freike, Libanon; † 13. September 1940 in Freike) war ein libanesischer Schriftsteller.
Er wurde als ältestes von sechs Kindern des maronitischen Seidenfabrikanten Al-Rihani geboren und wanderte im Alter von zwölf Jahren nach New York City aus. Er setzte dort seine meist autodidaktische Ausbildung fort und arbeitete im Exporthandelsgeschäft seines Vaters. Er beschäftigte sich früh mit Literatur.
Er reiste mehrmals in seine Heimat und in die Nachbarstaaten. Er wurde ein persönlicher Freund von Ibn Saud, den späteren König Saudi-Arabiens. Er gilt als Theoretiker des arabischen Nationalismus sowie der arabischen Einheit und setzte sich für die Säkularisierung der arabischen Staaten ein. Er unterstützte ebenso die Palästinensische Frage zu Beginn des 20. Jahrhunderts.
Al-Rihani war ein wichtiger Vertreter der Mahjar-Literaturbewegung, die von arabischen Emigranten in Nordamerika entwickelt wurde.

## Werke
- The Holy Land: Whose to Have and to Hold? in: The Bookman, XLVI (September 1917), 8–14
- Palestine Arabs Claim To Be Fighting For National Existence, in: Current History, XXXI (November 1919), 269–279
- Zionism and the Peace of the World, in The Nation CXXIX (October 2, 1929)
- Is Palestine Safe for Zionism, in: Palestine and Transjordan, I (November 21, 1936)
- Palestine and the Proposed Arab Federation, in: Annals of the American Academy of Political and Social Science, (November 1932)